# Злате Тренески
Злате Тренески (на македонска литературна норма: Злате Тренески) е югославски партизанин, участник комунистическата съпротива във Вардарска Македония.

## Биография
Роден е вна 10 октомври 1916 година кичевското село Кленоец, тогава окупирано от България по време на Първата световна война. Става член на ЮКП от 1941 година. Влиза в НОВМ в Партизанска група „Козяк“. След това става куриер на Главния щаб на НОВ и ПОМ и секретар на Околийския комитет на МКП в Кичево. Делегат е на Първото заседание на АСНОМ и на второто заседание на АВНОЮ. След Втората световна война влиза в Държавна сигурност. Носител е на Партизански възпоменателен медал 1941 година.